# Рагимов, Дадаш Бахман оглы
Дадаш Бахман оглы Рагимов (азерб. Dadaş Bəhmən oğlu Rəhimov) — азербайджанский ихтиолог, доктор биологических наук.

## Биография
Дадаш Рагимов родился в селе Сийов Лерикского района Азербайджана. Проучившись семь классов в школе родного села, он поступил в Ленкоранский техникум субтропических растений, который окончил с отличием в 1949 году. Работал в совхозах Лерикского и Ленкоранского районов.
В 1950 году Рагимов поступил на факультет биологии Азербайджанского государственного университета имени Кирова. После окончания университета вплоть до 1960 года работал заведующим учебной частью, а позже школьным директором в сёлах Гылглов, Дастер и Сийов Лерикского района.
В 1960 году Рагимов был зачислен в аспирантуру Института зоологии Академии наук Азербайджана, где в 1965 году защитил кандидатскую диссертацию «Видовой состав, биология и запасы бычковых (gobiidae) западного побережья среднего и южного Каспия». В дальнейшем работал в Институте зоологии. В 1991 году в Ленинградском государственном университете защитил докторскую диссертацию «Бычковые рыбы Каспийского моря». В Зоологический институт РАН Рагимов передал часть своих сборов пуголовок (18 номеров хранения).
Дадаш Рагимов является автором около 70 научных работ, автором таксонов Benthophilus abdurahmanovi, Benthophilus casachicus и Benthophilus mahmudbejovi и одним из двух авторов таксона Benthophilus svetovidovi. На протяжении 15 лет он возглавлял отдел ихтиологии Института зоологии Академии наук Азербайджана. Кроме того, он являлся членом научного совета Азербайджанского научно-исследовательского института рыбного хозяйства и технического совета Азербайджанского государственного концерна рыбного хозяйства.
Умер в Баку в 2003 году от болезни сердца. В его честь был назван таксон Benthophilus ragimovi.

## Некоторые публикации
- Рагимов Д. Б. Биология размножения бычков у западного побережья Среднего и Южного Каспия // Известия АН Азербайджанской ССР. — Серия биологических наук. — 1967. № 6. — С. 54—59.
- Рагимов Д. Б. Биология размножения бычков у западного побережья Среднего и Южного Каспия (сообщение второе) // Известия АН Азербайджанской ССР. — Серия биологических наук. — 1968. — № 2. — С. 51—57.
- Рагимов Д. Б. О состоянии изученности бычковых Каспийского моря // Биологические ресурсы Каспийского моря. — Астрахань: Волга Пресс. — 1972. — С. 129—140.
- Пинчук В. И., Рагимов Д. Б. Новый вид пуголовки — Benthophilus svetovidovi Pinchuk et Rahimov, sp. п. (Pisces, Gobiidae) из Каспийского моря и определительная таблица видов рода Btathophilus // Зоологический журнал. — 1979. — 58, вып. 4. — С. 516—519.
- Рагимов Д. Б. Benthophilus mahmudbejovi sp. п. (Pisces, Gobiidae) из Каспийского моря // Зоологический журнал. — 1976. — 55, вып. 8. — С. 1196—1200.
- Рагимов Д. Б. О систематическом положении некоторых видов рода Benthophilus (семейство Gobiidae) Каспийского и Азовского морей // Вопросы ихтиологии. — 1978. —18, вып. 5. — С. 791—798.
- Рагимов Д. Б. Распространение и численность бычковых (Gobiidae) в Северном Каспии // Вопросы ихтиологии. — 1981. — 21, вып. 2. — С. 223—231.
- Рагимов Д. Б. Новые подвиды каспийских пуголовок (Gobiidae, Benthophilus) // Зоологический журнал. — 1982. — 61, вып. 1. — С. 47—55.
- Рагимов Д. Б. О некоторых каспийских видах пуголовок рода Benthophilus (Gobiidae) // Вопросы ихтиологии. — 1985. — 25, вып. 6. — С. 917‒924.
- Пинчук В. И., Рагимов Д. Б. Система боковой линии двух эндемичных видов бычков Каспийского моря (Perciformes, Gobiidae) // Зоологический журнал. — 1985. — 64, вып. 4. — С. 562‒567.
- Рагимов Д. Б. Материалы по размножению некоторых каспийских видов пуголовок рода Benthophilus Eichwald (Gobiidae) // Вопросы ихтиологии. — 1985. — 25, вып. 2. — С. 242—247.
- Рагимов Д. Б. О размножении мелких видов бычков (Gobiidae) Каспийского моря // Вопросы ихтиологии. — 1986. — 26, вып. 6. — С. 937—944.
- Рагимов Д. Б. Размножение некоторых бычков в Каспийском море (сообщение второе) // Известия НАН Азербайджана. — 2001. — № 4—6. — С. 113—118.